# The Spectator (1711)
|  | Aquest article tracta sobre la revista del segle xviii. Vegeu-ne altres significats a «The Spectator». |

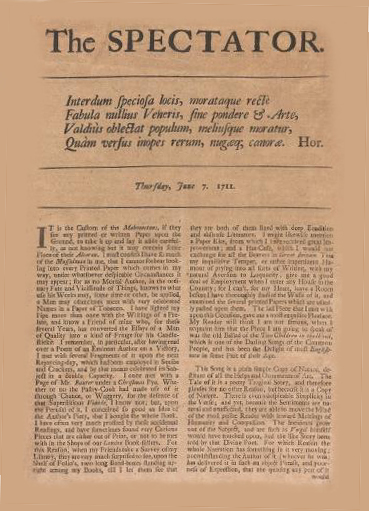
Portada del número de 7 de juny del diari The Spectator

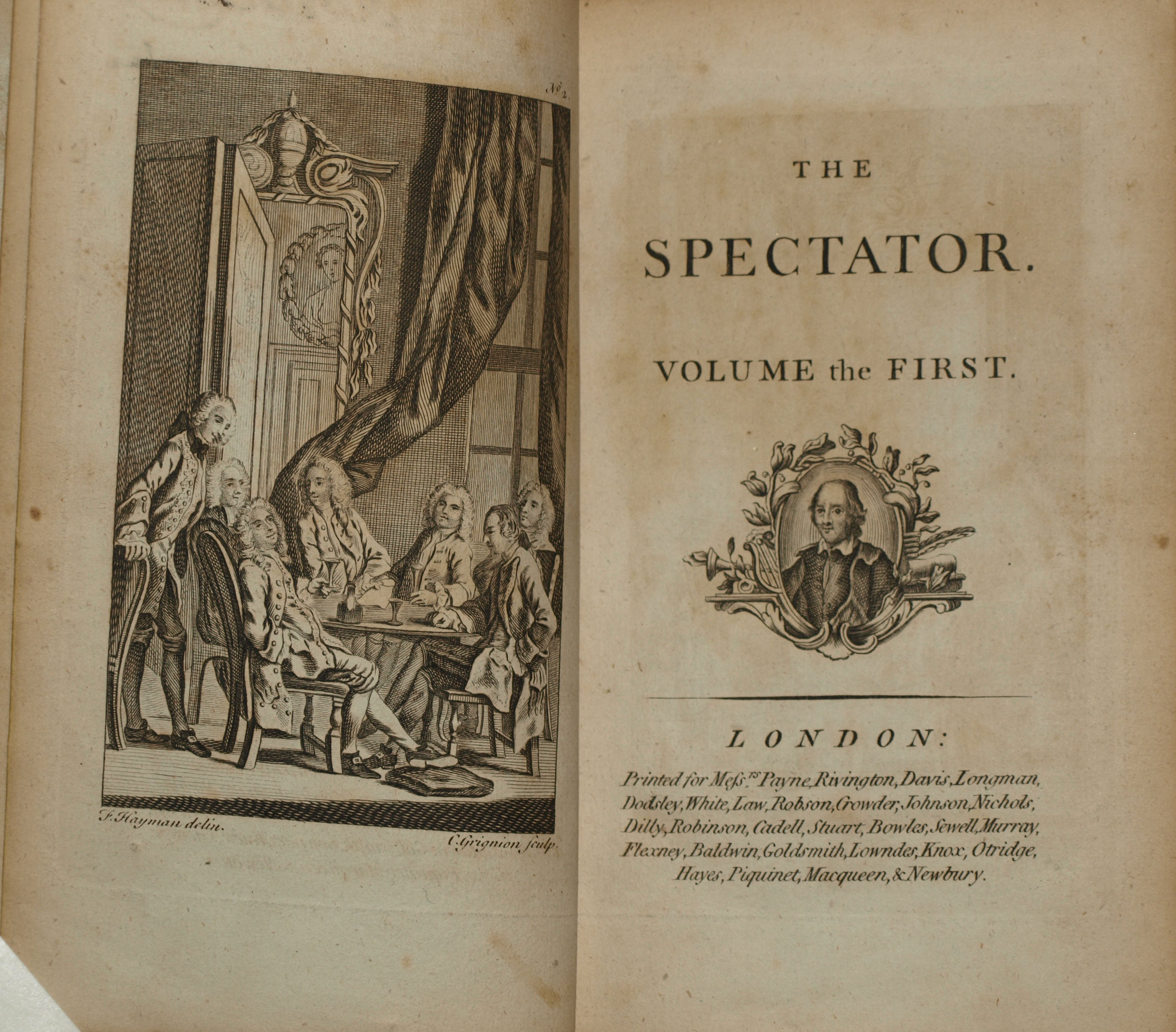
Primeres pàgines del Volum 1, edició de 1788.

The Spectator (anglès: L'espectador) va ser una revista anglesa d'aparició diària fundada per Joseph Addison i Richard Steele després que es coneguessin a la Charterhouse School. La publicació va aparèixer regularment entre 1711 i 1712. Cadascun dels exemplars (anomenats "paper" i "number", i no "issue" com en anglès contemporani) consistia d'una mitja de 2.500 paraules. Aquests números es van recopilar en un conjunt de set volums. La revista tornà a aparèixer sense la participació de Steele el 1714, apareixent tres cops per setmana durant sis mesos. Aquests papers han estat recopilat en forma del vuitè volum de la revista. Eustace Budgell, cosí d'Addison, també va col·laborar en aquesta publicació.

## Objectius dels autors
La intenció explícita de The Spectador era "fer reviure la moralitat amb enginy, i temperar l'enginy amb moralitat... portar la filosofia fora dels museus i biblioteques, escoles i facultats, per tal que visqui en els clubs i assemblees, a les teteries i cafès" (Número 10). Es recomanava als seus lectors que "la considerin part del seu equip de te" (Número 10) i que no sortissin de casa seva sense haver-la llegit al matí. Una de les seves funcions era la de proveir als lectors de conversa educada i consells sobre la forma de dur a terme converses i interacció social de forma educada. Tot adaptant els valors de les filosofies de la Il·lustració de la seva època, els autors de la revista promovien els valors familiars, del matrimoni i la cortesia.

## Base lectora
Malgrat que la circulació de la revista era força modesta, d'uns 3.000 exemplars per número, The Spectator tenia un nombre de lectors bastant ampli. El mateix Addison estimava que cadascun dels números podia arribar a ser llegit per uns 30.000 londinencs, és a dir la desena part de la població de la capital anglesa de l'època. Alguns historiadors i estudiosos de la literatura contemporanis no creuen que sigui una exageració, ja que molts d'aquests lectors no en serien subscriptors sinó que la llegien a cafès que sí que hi estaven subscrites. Aquests lectors provenien de molts estatus socials diferents, si bé el diari tenia com a objectiu principalment la classe que estava en ple ascens en aquell moment: la classe mitjana anglesa: mercaders i venedors de la petita i l'alta burgesia.
Jürgen Habermas contempla l'aparició de The Spectator com un fet crucial en la "transformació estructural de l'esfera pública" que tingué lloc a Anglaterra durant el segle xviii. Segons l'autor alemany aquesta transformació tingué lloc entorn els interessos de la classe mitjana. Tot i que The Spectator es declarava oficialment neutre en termes polítics, era coneguda la seva implicació amb els interessos del partit Whig, el precursor de les formacions liberals al Regne Unit.
The Spectator romangué popular i conegut durant les darreries del segle xviii i el segle xix. Es venia en edicions de vuit volums. El seu estil i la seva unió de moralitat i consells amb entreteniment es consideraven exemplars. Brian McCrea i C.S. Lewis han escrit sobre la decaiguda de la seva popularitat.

## Personatges deThe Spectator
Un dels principals recursos narratius d'aquesta publicació és l'ús d'un narrador de ficció, anomenat "Mr. Spectator". El primer número es dedica a la seva biografia. Mr. Spectator no parla gaire, i es comunica sobretot mitjançant gestos facials. La seva discreció li permet circular per totes les capes de la societat i ser un veritable "espectador". Comenta en els hàbits, defectes i planxes en societat dels seus conciutadans.
Al segon número de The Spectator ja hi apareixen els membres del "Spectator Club", els amics més propers de Mr. Spectator. Aquests es componen d'una galeria de personatges secundaris amb els quals el protagonista comparteix les seves històries i exemples de conducta social. Per tal de promoure una conducta inclusiva, aquests personatges provenen de molts àmbits de la societat.. El més conegut entre aquests personatges és Sir Roger de Coverley, un cavaller anglès del temps de la reina Anna. Hi apareix com a exemple d'un antiquat cavaller, retratat amb simpatia però certament ridícul, i les seves idees polítiques properes al Partit Tory (conservadores) són representades com una ideologia que no fa mal a ningú però força beneita. Will Honeycomb és un buscavides que "sempre té a punt aquell tipus de discurs amb el qual els homes solen entretenir les dones" (Número 2) La seva vida canvia cap al final de la publicació quan es casa amb una dona. Andrew Freeport és un mercader, i el club també inclou un general i un capellà.